# Negotino, Vrapčište
Negotino (makedonska: Неготино) är en ort i Nordmakedonien. Den ligger i kommunen Vrapčište, i den västra delen av landet, 50 km väster om huvudstaden Skopje. Negotino ligger 576 meter över havet. 